# Fenrir (satelit)
Fenrir /'fen.rir/, sau Saturn XLI (denumire provizorie S/2004 S 16), este un satelit natural al lui Saturn. Descoperirea sa a fost anunțată de Scott S. Sheppard⁠(d), David C. Jewitt⁠(d), Jan Kleyna⁠(d) și Brian G. Marsden pe 4 mai 2005, din observații făcute între 13 decembrie 2004 și 5 martie 2005. Fenrir are o magnitudine aparentă de 25, făcându-l unul dintre cei mai slabi sateliți cunoscuți din Sistemul Solar și a fost descoperit folosind unele dintre cele mai mari telescoape din lume. Este chiar prea întunecat pentru ca să fi fost observat de sonda spațială Cassini când se afla pe orbită în jurul lui Saturn, pentru care nu devine niciodată mai strălucitor decât magnitudinea aparentă 17. Fenrir a fost numit după Fenrisulfr, un lup uriaș din mitologia nordică, tatăl lui Hati și al lui Skoll, fiul lui Loki, destinat să-și rupă legăturile pentru Ragnarök.
Fenrir are aproximativ 4 kilometri în diametru, și orbitează în jurul lui Saturn la o distanță medie de 22.454 Mm în 1260 de zile, la o înclinație de 163° față de ecliptică (143° față de ecuatorul lui Saturn) cu o excentricitate de 0,136. Orbita fenriană este retrogradă: orbitează în jurul lui Saturn într-o direcție opusă rotației planetei, sugerând că acest satelit neregulat a fost capturat de Saturn. 